# Lithophaga lithophaga
Datte de mer, Moule lithophage, Dactyle, Lithodome
Espèce
Statut CITES
La datte de mer, moule lithophage, dactyle ou lithodome (Lithophaga lithophaga) est une espèce protégée de mollusques présente en Méditerranée.
Elle possède une coquille de couleur brune, presque cylindrique (jusqu’à 8,5 cm de long). Elle vit principalement dans la zone battue par les vagues, au cœur de la roche calcaire dans laquelle elle creuse des galeries. Elle se vendait jadis sur les marchés provençaux au prix du caviar. La méthode de pêche utilisée (dynamite, pioche ou marteau-piqueur sous-marin) provoquait de sérieux dommages aux peuplements des substrats rocheux. L’espèce est aujourd’hui très rare dans plusieurs régions de Méditerranée. En France, elle est protégée et interdite de pêche depuis le 26 novembre 1992.

## Dans la littérature
« Don Fernand Carrillo, qui était homme de qualité, jeune de vingt-quatre ans, fort honnête et fort civil, chercha à me donner tous les divertissements que l'on pouvait trouver en ce beau lieu Port Mahon. La chasse y était la plus belle du monde en toute sorte de gibier, et la pêche en profusion. En voici une manière qui est particulière, ce me semble, à ce port.  Il prit cent Turcs de la chiourme, il les mit de rang, il leur fit tenir à tous un câble d'une prodigieuse grosseur ; il fit plonger quatre de ces esclaves, qui attachèrent ce câble à une fort grosse pierre, et la tirèrent après, à force de bras, avec leurs compagnons, au bord de l'eau. Ils n'y réussirent qu'après des efforts incroyables ; ils n'eurent guère moins de peine à casser cette pierre à coups de marteau.  Ils trouvèrent dedans sept out huit écailles, moindres que des huîtres en grandeur, mais d'un goût sans comparaison plus relevé.  L'on les fit cuire dans leur eau, et le manger en est délicieux. » 
(Cardinal de Retz, Mémoires, 2e partie)
« Ces lithodomes étaient des coquillages oblongs, attachés par grappes et très adhérents aux roches. Ils appartenaient à cette espèce de mollusques perforateurs qui creusent des trous dans les pierres les plus dures, et leur coquille s’arrondissait à ses deux bouts, disposition qui ne se remarque pas dans la moule ordinaire. »
(Jules Verne: L'Île mystérieuse, Chapitre IV)

## Galerie

Valve droite et gauche du même spécimen :
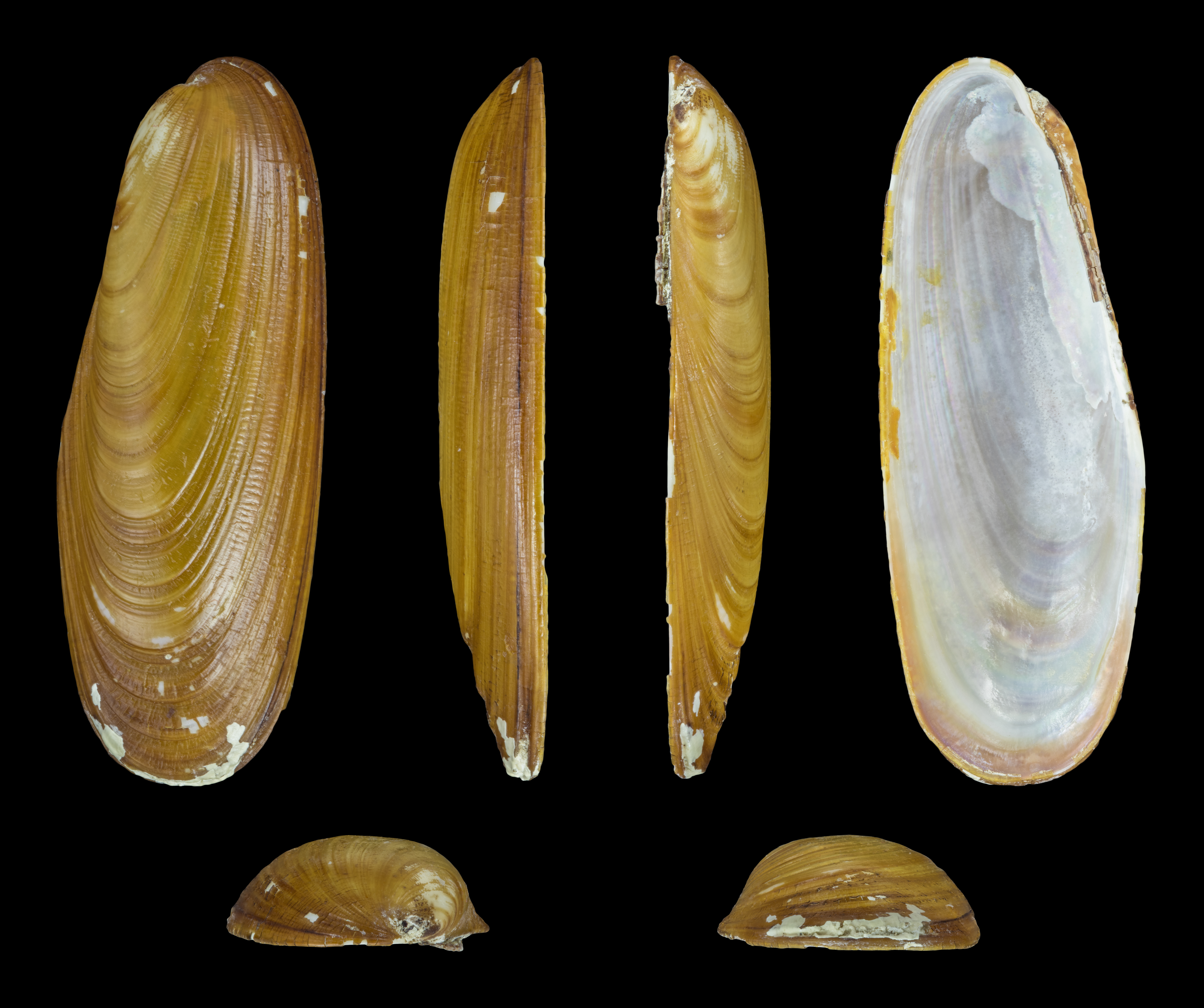
Valve droite
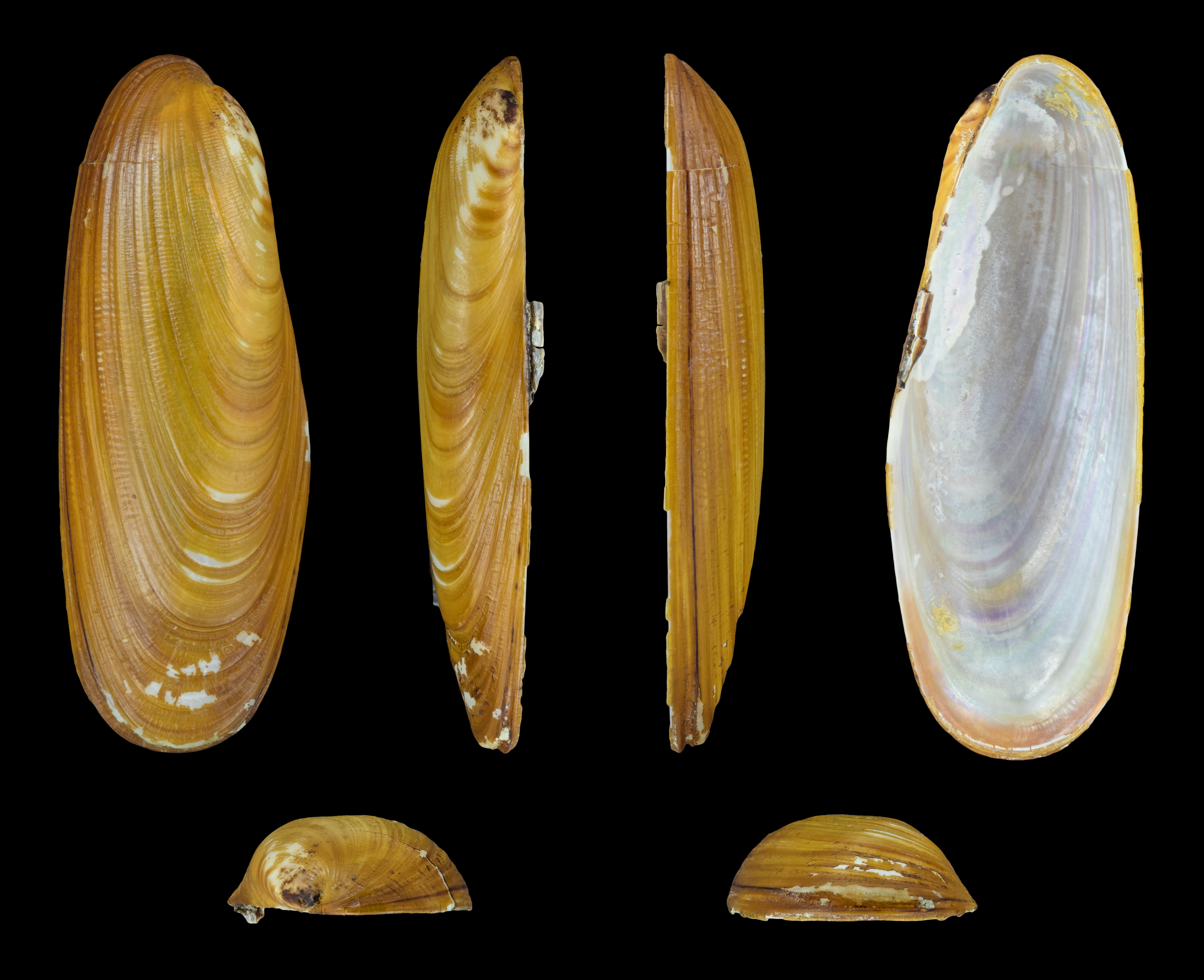
Valve gauche